# Lac Kasuku
Pour les articles homonymes, voir Kasuku.
Le lac Kasuku est un lac de république démocratique du Congo, situé dans le centre du Maniema au sud-ouest de Kindu. Il est formé par la rivière Kasuku, affluent du fleuve Congo.